# Port lotniczy Bulgan
Port Lotniczy Bulgan (IATA: UGA, ICAO: ZMBN) – port lotniczy w Bulganie, stolicy ajmaku bulgańskiego, w Mongolii.

## Linie lotnicze i połączenia
- MIAT Mongolian Airlines (Mörön, Kobdo, Ułan Bator)